# Pereschepyne
Pereschepyne (tiếng Ukraina: Перещепине) là một thành phố của Ukraina. Thành phố này thuộc tỉnh Dnipropetrovsk. Thành phố này có diện tích ? km2, dân số theo điều tra dân số năm 2001 là 10041 người.